# NGC 2808
NGC 2808 est un amas globulaire situé à environ 31 300 années-lumière de la Terre dans la constellation de la Carène. NGC 2808 a été découvert par l'astronome écossais James Dunlop en 1826. 
Il contiendrait plus d'un million d'étoiles. Son âge est estimé à 12,5 milliards d'années. Selon une étude publiée en 2011 par J. Boyles et ses collègues, la métallicité de l'amas NGC 3201 est égale à -1,14 et sa masse est égale à 1,42 million{\displaystyle M_{\odot }}. Dans cette même étude, la distance de l'amas est estimée à environ 9,6 Mpc (∼31,3 millions d'al). Selon une autre étude publiée en 2010, la métallicité de NGC 2419 est estimée à -1,11 [Fe/H] et son âge à 10,8 milliards d'années.   
Une publication parue en 2018 suggère que NGC 2808 serait l'un des amas globulaires nés de la fusion de la galaxie naine Gaïa-Encelade avec la Voie lactée.

## Plusieurs générations d'étoiles
Les amas globulaires typiques ne possèdent qu'une seule génération d'étoiles. En effet, le rayonnement provenant étoiles de première génération expulse le gaz résiduel non consommé hors de l'amas.
En 2007, une équipe d'astronomes dirigée par Giampaolo Piotto de l'université de Padoue en Italie a constaté que l'amas est constitué de trois générations d'étoiles. Cela pourrait s'expliquer par la grande masse de l'amas, qui pourrait suffire à contrer gravitationnellement la perte de matière gazeuse. Une autre hypothèse est que l'amas pourrait être en fait le reste d'une galaxie naine qui est entrée en collision avec la Voie lactée.